# Cenococcum geophilum
Cenococcum geophilum Fr. – gatunek grzybów z klasy Dothideomycetes. Grzyb mikroskopijny.

## Systematyka i nazewnictwo
Pozycja w klasyfikacji według Index Fungorum: Gloniaceae, Mytilinidiales, Pleosporomycetidae, Dothideomycetes, Pezizomycotina, Ascomycota, Fungi.
Po raz pierwszy opisał go w 1829 r. Elias Fries i nadana przez niego nazwa jest aktualna. Synonim: Cenococcum geophilum var. byssisedum Fr. 1829. Przez niektórych mykologów jest uważany za synonim Cenococcum graniforme.

## Morfologia i rozwój
Jest jednym z najlepiej poznanych grzybów ektomykoryzowych. Od dawna wiadomo, że gatunek ten jest bezpłodny i nie wytwarza zarodników bezpłciowych ani płciowych, jednak mogą istnieć nieznane dotąd stadia płciowe. Tworzy proste, kruczoczarne i słabo rozgałęzione strzępki o średnicy 1,5–8 µm. Zwykle tworzy monopodialne (nierozgałęzione) ektomykoryzy. Wytworzona przez C. geophilum opilśń na korzeniach roślin jest gruba i pochodzi od kilku do wielu strzępek.
C. geophilum wytwarza przetrwalniki zwane sklerocjami. Zachowują one w glebie żywotność przez lata i są bardzo odporne na gnicie – w stosunkowo nierozłożonym stanie mogą trwać w glebie przez tysiące lat. Ta odporność na gnicie jest prawdopodobnie związana z silną melanizacją ściany komórkowej występującej w strzępkach, która nie może zostać zdegradowana za pomocą enzymów hydrolizujących i wymaga zastosowania enzymów utleniających, podobnie jak lignina w ściółce roślinnej. Z tego powodu C. geophilum jest także grzybem kopalnym, znaleziono go m.in. w pochodzących z plejstocenu osadach dennych Wisły pod Tarnobrzegiem.

## Występowanie i siedlisko
Gatunek kosmopolityczny występujący na wszystkich kontynentach poza Antarktydą. Występuje także w Polsce.
Grzyb glebowy i mykoryzowy. Jest jednym z najpospolitszych gatunków grzybów ektomykoryzowych spotykanych w ekosystemach leśnych. Występuje w ekosystemach o szerokim zakresie warunków środowiskowych, w wielu przypadkach licznie.